# František Crhounek
František Crhounek (2. března 1904 Babice nad Svitavou – 23. října 1942 Auschwitz) byl český pedagog, ochotník, odbojář a oběť nacismu.

## Život
František Crhounek se narodil 2. března 1904 v Babicích nad Svitavou na Brněnsku. Pracoval jako řídící učitel na obecné škole v Zarazicích. V přilehlém Veselí nad Moravou působil ve třicátých letech jako herec a režisér v ochotnickém divadle. Soubor hrál i protiválečná dramata Karla Čapka R.U.R. či Bílá nemoc (František Crhounek ztvárnil postavu dr. Galéna). V roce 1935 spoluzaložil zarazický fotbalový klub. Po německé okupaci v březnu 1939 vstoupil do protinacistického odboje v organizaci Obrana národa. Za tuto činnost byl 12. června 1942 v Zarazicích zatčen gestapem. Vězněn byl v brněnských Kounicových kolejích. Zahynul 23. října 1942 v koncentračním táboře Auschwitz.

## Posmrtná ocenění
- Po Františku Crhnounkovi byla přejmenována ulice v Zarazicích, ve které žil